# Apresentação no Templo (Álvaro Pires)
A Apresentação no Templo é uma pintura a têmpera e ouro sobre madeira pintada cerca de 1430 pelo pintor português do período do gótico Álvaro Pires de Évora que se destinou a decorar presumivelmente uma igreja em Pisa e que se encontra actualmente no Metropolitan Museum of Art, em Nova Iorque.
A pintura representa o episódio bíblico da Apresentação de Jesus no Templo. Em conformidade com o rito judaico de purificação, quarenta dias após o parto, Maria levou Jesus ao Templo. A idosa profetisa Ana que segura um pergaminho reconhece-o como o redentor de Israel.
A Apresentação no Templo é provavelmente da base (predela) de um retábulo complexo que foi pintado para uma igreja de Pisa. A sua qualidade é superior à maioria das pinturas de Álvaro Pires, pintor português ativo na Toscânia. Claramente, o artista conhecia o trabalho dos principais pintores em Florença, incluindo Lorenzo Monaco, a quem a pintura havia anteriormente sido atribuída.
O crítico de arte italiano Federico Zeri, em 1973, considerou esta obra de Álvaro Pires como sendo um painel da predela de um retábulo de que ele identificou cinco outras componentes: dois pináculos que representam a Anunciação (que está na Gemäldegalerie de Berlim), e três painéis das pilastras que representam São Jerónimo (que está no Museu do Louvre, Paris), São Ranieri (que esteve antes numa coleção particular de Florença), e uma figura que com dúvida identifica como o Beato Lucchese (que está no Museu Nacional de Pisa). Zeri considerou que a presença de S. Ranieri, santo padroeiro de Pisa, indica que provavelmente o Retábulo foi destinado a esta cidade e atribuiu-o a um artista desconhecido, próximo, mas superior, a Álvaro Pires, influenciado por Lorenzo Monaco e Paolo Schiavo, e muito semelhante ao Mestre do Bambino Vispo.

## Autoria
Roberto Longhi, em 1960, rejeita a atribuição da autoria a Lorenzo Monaco, propondo que se trata de uma das primeiras obras de Paolo Schiavo.
Patrick Lindsay, em 1963, aceita a atribuição a Lorenzo Monaco, afirmando que muitos a consideravam a obra mais destacada da colecção dos Spencer-Churchill.
Arnauld Brejon de Lavergnée e Dominique Thiébaut concordam na inclusão desta pintura e a Anunciação de Berlim na reconstrução proposta por Zeri, atribuindo o São Jerónimo do Louvre a um pintor da Tuscânia possivelmente próximo de Álvaro Pires e datando-o do primeiro quarto do século XV.
O historiador de arte húngaro Miklós Boskovits atribuiu a obra a Pires, juntamente com a Anunciação de Berlim e os outros painéis do mesmo retábulo. Mais tarde, em 1987, aceita a reconstituição de Zeri e afirma que o Retábulo é muito provavelmente de Álvaro Pires, considerando-a uma das suas primeiras obras e datando-a de cerca de 1405-15.
O historiador de arte Keith Christiansen atribui a obra ao Mestre da Apresentação no Templo de Linsky e data-a por volta de 1430, afirmando que o autor poderia ser Álvaro Pires, mas que  "mostra uma maior atenção aos detalhes descritivos e ao volume que normalmente se encontram nas suas pinturas" e aceitando a reconstituição de Zeri.
Pier Paolo Donati afirma que o historiador de arte italiano Luciano Bellosi associava o grupo de imagens de Zeri ao Mestre de Bibbiena.
Andrea De Marchi considera o retábulo reconstituído por Zeri superior a esta obra de Pires que entende ser obra de um aluno não identificado; identifica o painel de Pisa como representando o Beato Gherardo da Villamagna, o que sugere uma origem franciscana para o retábulo, mas a presença de S. Ranieri invalida tal conclusão.

## História
Foi a seguinte a sequência de proprietários conhecidos da obra:
- Pertenceu a John Rushout, 2º Barão de Northwick, que faleceu em 1859, tendo a sua herança sido vendida neste ano;
- Foi comprada como sendo obra de Giotto, por £74.11 libras, pelo sobrinho do anterior, George Rushout Bowles, 3º Barão de Northwick (f. 1887), e pertenceu depois à viúva deste Elizabeth Augusta Bowles (f. 1912);
- Pertenceu depois ao neto desta, o capitão Edward George Spencer-Churchill (f. 1964), como sendo obra de Lorenzo Monaco; o património deste foi vendido pela Christie's, em Maio de 1965, como sendo obra de  Lorenzo Monaco;
- Foi comprada pelo coleccionador norte-americano Jack Linsky, de Nova Iorque (f. 1980); a esposa deste, Belle Linsky, cedeu-o em 1982 ao Metropolitan Museum of Art.

## Exposições
A Apresentação no Templo de Álvaro Pires esteve exposta nas seguintes de exposições:
- 1882 - Em Worcester, no Exhibition Building, denominada "Worcestershire Exhibition", como sendo obra de  Giotto, emprestada pelo Barão de Northwick.

- 1930 - Em Londres, na Royal Academy of Arts, denominada "Italian Art, 1200–1900," de 1 de Janeiro a 8 de Março de 1930, como sendo obra de Lorenzo Monaco, cedida pelo capitão E. G. Spencer-Churchill.

- 1960 - Em Londres, na Royal Academy of Arts, denominada "Italian Art and Britain", no inverno de 1960, como sendo obra de Lorenzo Monaco, cedida pelo capitão E. G. Spencer-Churchill.

### Outra bibliografia
Outra referências bibliográficas:
- A Catalogue of the Pictures, Works of Art, & c. at Northwick Park, 1864, p. 12, no. 90, que considera a obra como sendo da autoria de Giotto.
- Arundel Club. Publications (1913), unpaginated, no. 1, ill., que intitula como "The Dedication in the Temple," por Lorenzo Monaco, na colecção de E. G. Spencer-Churchill.
- Tancred Borenius. Catalogue of the Collection of Pictures at Northwick Park. Londres, 1921, p. 25, no. 48, como sendo de Lorenzo Monaco.